# Oštra Luka (gmina Oštra Luka)
Oštra Luka (cyr. Оштра Лука) – wieś w Bośni i Hercegowinie, w Republice Serbskiej, siedziba gminy Oštra Luka. W 2013 roku liczyła 767 mieszkańców.